# أنتونوف أن-71
أنتونوف أن-71 (لقب تعريف الناتو :Madcap) هي طائرة إنذار مبكر صممت خصيصاً لكي تعمل علي سطح حاملة الطائرات أدميرال كوزنيتسوف السوفيتية. صممت علي أساس الطائرة أنتونوف أن-72 وعملية تصنيعها لم تتعد مرحلة الطراز الأولي والذي حلق لأول مرة في 12 يوليو 1985. ألغي مشروع صناعة الطائرة بسبب تفضيل الطائرة ياك-44 عنها والتي ألغيت تباعاً مع إلغاء بناء حاملة الطائرات العملاقة (Ulyanovsk) بعد انهيار الاتحاد السوفيتي.

## المستخدمون
- الاتحاد السوفيتي
  - القوات البحرية السوفيتية.

## المواصفات

### الصفات العامة
- الطاقم: 6.
- الطول: 23.5 متر.
- المسافة بين الجناحين: 31.89 متر.
- الارتفاع : 9.20 متر.
- المحرك: محركان تربوفان من نوع (D-436K) ومحرك تربوفان من نوع (RD-38A).

### الأداء
- السرعة القصوى: 650 كيلومتر/ساعة.
- سرعة العبور: 530 كيلومتر/ساعة.